# Pozew
Pozew – pismo procesowe wszczynające proces cywilny, zawierające powództwo (skonkretyzowane żądanie określonego zachowania wysunięte przez składającego – powoda przeciwko określonej osobie – pozwanemu) oraz uzasadnienie przytaczające okoliczności faktyczne na poparcie powództwa. Pozew nie musi zawierać podstawy prawnej przyszłego rozstrzygnięcia.

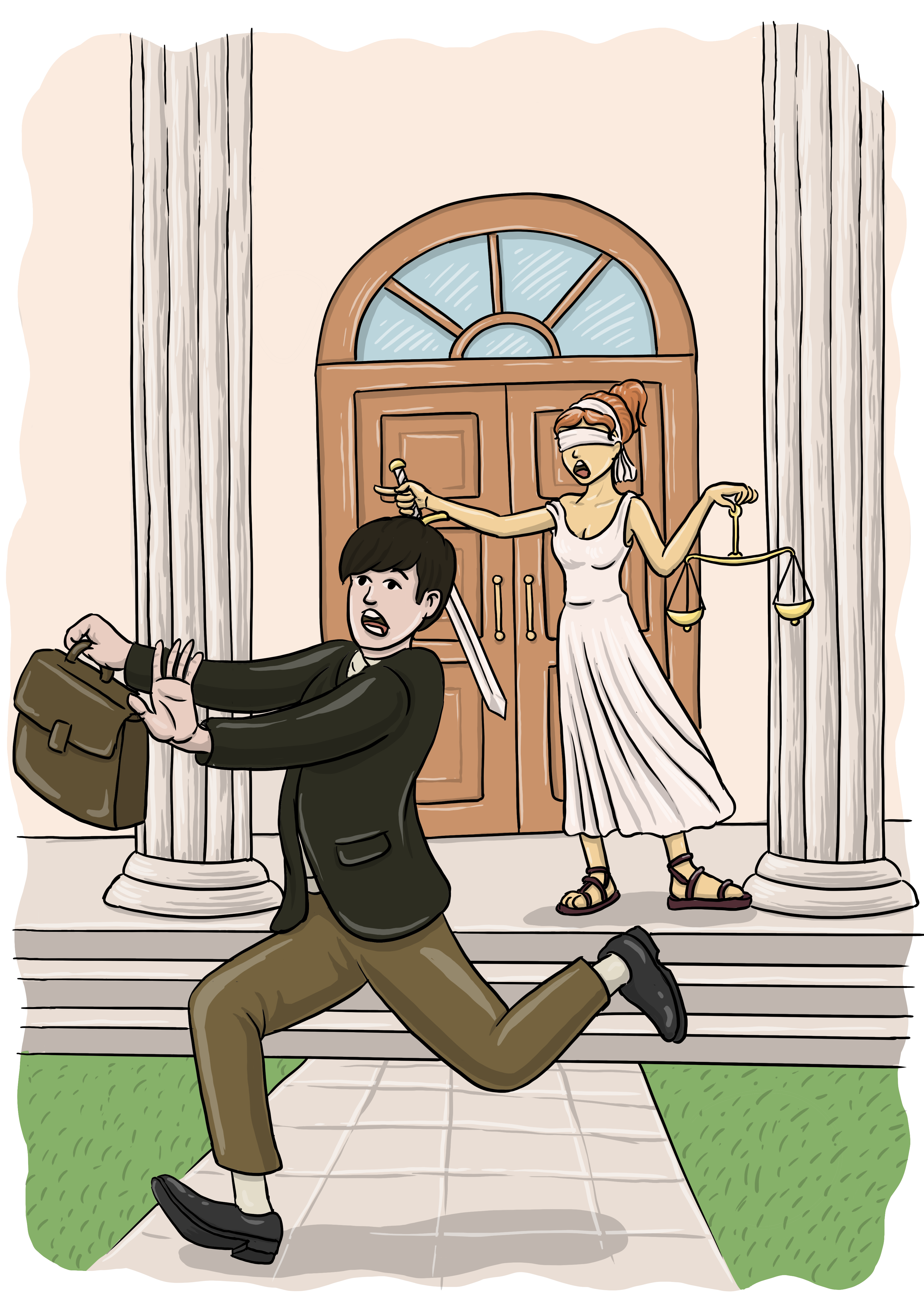
Litikafobia – strach przed procesami sądowymi. Ten obrazek przedstawia mężczyznę uciekającego przed Temidą przed budynkiem sądu.

## Zagadnienia ogólne
Pozwem nie jest pismo, które nie zawiera żądania rozpoznania przez sąd sprawy cywilnoprawnej. Pismu takiemu nie zostanie nadany bieg w sądzie cywilnym, może ono zostać co najwyżej przesłane właściwemu organowi, o ile taki istnieje.
Pozew zawsze ma formę pisemną. Jedynie w sprawach z zakresu prawa pracy niepodlegających rozpoznaniu w postępowaniu uproszczonym pracownik działający bez adwokata (radcy prawnego) może zgłosić powództwo ustnie do protokołu w sądzie właściwym do rozpoznania sprawy (art. 466 i art. 50514 § 1 Kodeksu postępowania cywilnego).
W ściśle określonych przypadkach funkcję pozwu pełnią inne pisma: 
- odwołanie od decyzji organu rentowego w postępowaniu odrębnym w sprawach z zakresu ubezpieczeń społecznych (art. 4779 § 1 kpc),
- wniosek o ustalenie wysokości opłaty rocznej z tytułu wieczystego użytkowania w sprawach o ustalenie wysokości tej opłaty (art. 80 ust. 2 ustawy 12 sierpnia 1997 o gospodarce nieruchomościami),
- wniosek pracownika o polubowne załatwienie sprawy przez zakładową komisję pojednawczą w sprawach z zakresu prawa pracy (art. 254 Kodeksu pracy).

Poprzez wniesienie pozwu następuje wytoczenie powództwa. Skutkiem prawidłowego wniesienia pozwu jest wszczęcie procesu. Wniesienie pozwu jest przy tym wymogiem bezwzględnym – proces bez pozwu toczyć się nie może. 
Z pewnymi wyjątkami, polska procedura cywilna dopuszcza możliwość dochodzenia jednym pozwem kilku roszczeń (kumulacja roszczeń) lub dochodzenia tylko części roszczenia (rozdrabnianie roszczeń). Po jednej stronie może także występować kilka osób (współuczestnictwo procesowe). Dopuszczalna jest wreszcie (z pewnymi ograniczeniami) zmiana przedmiotowa i podmiotowa powództwa w toku procesu.

## Warunki formalne pozwu
Kodeks postępowania cywilnego nakłada na pozew pewne wymagania co do formy i treści. Musi on spełniać wymogi ogólne pism procesowych (art. 126 k.p.c.), a ponadto pewne szczególne wymogi, wynikające z jego funkcji jako kwalifikowanego pisma procesowego wszczynającego proces cywilny, dotyczące koniecznej treści pozwu (art. 187 k.p.c.).
Jednym z wymogów jest „dokładne określenie żądania”. Znaczy to w szczególności, że:
- domagając się zasądzenia kwoty pieniężnej, trzeba tę kwotę jednoznacznie (wprost) określić; dotyczy to także świadczeń dochodzonych obok tej kwoty (odsetek, pożytków itp.);
- domagając się świadczenia czegoś innego niż pieniądze, trzeba dokładnie i jednoznacznie opisać przedmiot żądania (nieruchomość lub lokal – poprzez wskazanie położenia, powierzchni, numeru księgi wieczystej, rzecz ruchomą określoną co do tożsamości – poprzez wskazanie indywidualnych cech identyfikacyjnych, rzecz określoną co do gatunku – poprzez wskazanie ilości, jakości, istotnych właściwości);
- trzeba dokładnie określić podmiot, który ma dane świadczenie spełnić: w przypadku osób fizycznych poprzez podanie imienia, nazwiska i adresu miejsca zamieszkania, a w razie potrzeby – również dalszych cech identyfikacyjnych (np. imię ojca), zaś w przypadku innych podmiotów – poprzez podanie nazwy (firmy), wskazanie formy organizacyjnej (np. spółka akcyjna, fundacja), ewentualnie oddziału, z którego działalnością wiąże się przedmiot procesu, dokładnego adresu siedziby).

Wskazanie w pozwie wartości przedmiotu sporu jest potrzebne do ustalenia wysokości tzw. wpisu (opłaty sądowej) od pozwu, właściwości rzeczowej sądu i rodzaju postępowania, w którym sprawa będzie rozpoznana. Zasady ustalania wartości przedmiotu sporu są zawarte w art. 19-26 kpc.
Okoliczności faktyczne uzasadniające żądanie to fakty, które w świetle właściwych przepisów prawa stanowią przesłanki powstania i istnienia roszczenia objętego powództwem (causa petendi). Należy je dokładnie opisać, wskazując skutki prawne, które powód z nich wywodzi. Wskazania te mogą zostać uzupełnione również w dalszym postępowaniu – aż do zamknięcia rozprawy. Natomiast nie jest konieczne wskazywanie przepisów prawa, na których powód opiera swoje roszczenie (zasada iura novit curia). Należy wskazać datę wymagalności roszczenia, jeśli sprawa dotyczy zasądzenia świadczenia.
Przytoczenie okoliczności uzasadniających właściwość sądu jest potrzebne, gdy podstawy tej właściwości nie wynikają z innych faktów wskazanych w pozwie. Ich niewskazanie może spowodować przekazanie sprawy z sądu wybranego przez powoda do sądu właściwego według zasad ogólnych.
Wskazanie dowodów wraz z wnioskiem o ich dopuszczenie (art. 187 § 2 kpc) nie należy do koniecznej treści pozwu, więc ich brak nie może być podstawą do zwrotu pozwu. Niewskazanie dowodów może dla strony spowodować negatywne skutki, z przegraną procesu włącznie.
Powyższe wymagania formalne dotyczą każdego pozwu. Obok nich mogą występować szczególne wymagania dla pozwów składanych przez szczególne podmioty bądź w szczególnych postępowaniach.

## Zwrot pozwu
Każdy wniesiony pozew jest w pierwszej kolejności oceniany pod kątem spełnienia powyższych wymagań formalnych. Jeżeli im nie odpowiada, przewodniczący właściwego wydziału w sądzie, do którego wniesiono pozew, wezwie stronę do usunięcia braków formalnych w terminie tygodnia od doręczenia wezwania. W wypadku, gdy strona ma miejsce zamieszkania lub siedzibę za granicą i nie posiada w kraju przedstawiciela, przewodniczący wyznacza termin do poprawienia lub uzupełnienia pozwu nie krótszy niż miesiąc. Termin ten jest ustawowy (art. 130 § 1 kpc), a zatem nie podlega przedłużeniu ani skróceniu, może zostać co najwyżej przywrócony. Jeżeli braki formalne pozwu zostaną w wyznaczonym terminie usunięte, pozwowi zostanie nadany dalszy bieg. Jeżeli braki nie zostaną usunięte w terminie, przewodniczący wydziału wyda zarządzenie o zwrocie pozwu. Zarządzenie to można zaskarżyć zażaleniem. Prawomocny zwrot pozwu ma ten skutek, że pozew nie wywoła żadnych skutków prawnych (np. nie dojdzie do przerwania biegu przedawnienia).

## Skutki wniesienia pozwu
Wniesienie pozwu należy wyraźnie odróżnić od jego doręczenia. Są to odrębne zdarzenia – pierwsze polega na złożeniu pozwu w sądzie, drugie – na doręczeniu przez sąd odpisu pozwu pozwanemu (który staje się pozwanym właśnie w tym momencie).
Wniesienie pozwu wywołuje skutki materialnoprawne i procesowe. Skutki procesowe to: 
- ustalenie właściwości sądu (perpetuatio fori) – jeżeli sąd był właściwy do rozpoznania sprawy w chwili wniesienia pozwu, to zmiana podstaw właściwości w toku postępowania nie wpływa na tę właściwość[1],
- ustalenie jurysdykcji krajowej (perpetuatio iurisdictionis) – to samo w odniesieniu do jursydykcji krajowej,
- wszczęcie wstępnej fazy procesu – z reguły, jeżeli pozew odpowiada warunkom formalnym, zostanie mu nadany dalszy bieg, zależny od rodzaju powództwa. Najczęściej rozpocznie się rozpoznawanie sprawy, w ramach którego odpis pozwu zostanie doręczony pozwanemu (pozwanie) i zostanie wyznaczona rozprawa. Jednakże od tego toku postępowania mogą zaistnieć wyjątki. Jeżeli brak którejś z przesłanek procesowych, pozew zostanie odrzucony. Jeżeli pozew został wniesiony do niewłaściwego sądu, sprawa zostanie przez ten sąd przekazana sądowi właściwemu. W myśl zasady kontradyktoryjności pozew może też zostać przez powoda cofnięty, czego skutkiem będzie umorzenie postępowania.

Skutki materialnoprawne to: 
- przerwa biegu przedawnienia (art. 123 i następne Kodeksu cywilnego), przerwa biegu zasiedzenia (art. 175 kc), przerwanie biegu terminów zawitych, wyznaczonych przez prawo materialne dla sądowego dochodzenia roszczeń,
- dopuszczalność naliczania odsetek od zaległych odsetek (tzw. anatocyzm; art. 482 kc),
- możliwość przejścia na następców prawnych powoda niektórych jego uprawnień o charakterze osobistym, które w innych okolicznościach wygasają wraz ze śmiercią uprawnionego (art. 445 § 3 kc).

Odpis pozwu (i pozostałych pism procesowych) sąd doręcza drugiej stronie procesowej z urzędu (zasada oficjalności doręczeń). W momencie doręczenia odpisu pozwu (pozwania) osobie wskazanej w pozwie jako pozwany następuje jej wejście do procesu jako pozwanego. W tym momencie osoba ta dowiaduje się o wysuniętym przeciwko niej żądaniu. Zdarzenie to rodzi skutki procesowe wskazane w art. 192 kpc: 
1. nie można w toku sprawy wszcząć pomiędzy tymi samymi stronami nowego postępowania o to samo roszczenie (litispendencja, czyli zawisłość sprawy);
2. pozwany może wytoczyć przeciw powodowi powództwo wzajemne;
3. zbycie w toku sprawy rzeczy lub prawa, objętych sporem, nie ma wpływu na dalszy bieg sprawy; nabywca może jednak wejść na miejsce zbywającego za zezwoleniem strony przeciwnej[1].

Najdonioślejszym zaś skutkiem jest umożliwienie pozwanemu podjęcia obrony procesowej.
Dodatkowo, istotne jest, aby żądanie i uzasadnienie w pozwie były przedstawione jasno i precyzyjnie – nie tylko ze względu na wymogi formalne, ale również dla ułatwienia analizy sprawy przez sąd. Niedokładnie sformułowane żądanie może skutkować koniecznością uzupełnień lub oddaleniem powództwa w całości albo w części.

## Wniosek o wszczęcie postępowania nieprocesowego
W postępowaniu nieprocesowym odpowiednikiem pozwu jest wniosek o wszczęcie postępowania nieprocesowego, z tym że nie zawsze jest on konieczny do wszczęcia postępowania – w niektórych przypadkach może ono zostać wszczęte z urzędu (art. 506 kpc).
Wniosek powinien odpowiadać wymogom formalnym pozwu, z tą różnicą że zamiast pozwanego należy wymienić zainteresowanych w sprawie (z momentem doręczenia odpisu wniosku staną się oni uczestnikami postępowania) (art. 511 § 1 kpc). Wniosek podlega badaniu formalnemu przez przewodniczącego wydziału w takim samym trybie i z takimi samymi skutkami, jak pozew w procesie. Wyjątkowo w sprawie, w której postępowanie może zostać wszczęte z urzędu, formalna wadliwość wniosku nie może być podstawą jego zwrotu. W takim przypadku wniosek o wszczęcie postępowania nieprocesowego traktuje się jako impuls do podjęcia przez sąd postępowania z urzędu.
Cofnięcie wniosku jest dopuszczalne, ale muszą się na nie zgodzić (w sposób domniemany – art. 512 § 1 kpc) wszyscy uczestnicy postępowania – inaczej pozostanie bezskuteczne. Bezskuteczne – w tym sensie, że sąd nie jest nim związany – jest także cofnięcie wniosku w sprawie, która mogła zostać wszczęta z urzędu (art. 512 § 2 kpc).